# 10781 Ritter
10781 Ritter (1991 PV31) là một tiểu hành tinh vành đai chính được phát hiện ngày 6 tháng 8 năm 1991 bởi F. Borngen ở Tautenburg. The asteroidđược đặt tên theo tên của Johann Wilhelm Ritter, a German chemist và physicist.